# 饗庭孝男
饗庭 孝男（あえば たかお、1930年〈昭和5年〉1月27日 - 2017年〈平成29年〉2月21日）は、日本の文芸評論家、フランス文学者。青山学院大学名誉教授。

## 人物
西欧の文化や風土と、その精神や思想を、時に日本と対比しつつ考察論述した。
代表作に『石と光の思想』(1971年)、『幻想の都市』(1992年)、『知の歴史学』(1997年)など。
フランス文学を専門とし、日本や西欧の文化、思想を広く研究。近代日本文学の存在意義を問うた著作も多い。

## 生涯
滋賀県大津市生まれ。父は滋賀県視学。名古屋市在住を経て、湖北の故地饗庭村に移り、1949年（昭和24年）滋賀県立高島高等学校卒業、1953年（昭和28年）、南山大学人文学部卒業、南山大学文学部助手。1959年（昭和34年）青山学院大学文学部専任講師。同助教授、教授を経て、1984年（昭和59年）に定年退任し、名誉教授となる。同年、甲南女子大学文学部教授。1995年（平成7年）、甲南女子大学を退職。
1967年（昭和42年）にはフランス政府招聘教授としてパリ大学と国立高等研究院に赴任した。
1966年（昭和41年）、『戦後文学論』を発表し評論家としての地位を確立する。この作品中の「反日常性の文学」において近代文学派の「政治と文学」を批判し、戦後文学の存在意義について説いた。
2004年（平成16年）、「新潮」に連載した『故郷の廃家』で第30回滋賀県文化賞を受賞。近江・高島市の文化を自身と饗庭家の歴史と重ね合わせ描いた。本作が最後に著した作品である。
2017年（平成29年）、横浜市の病院で亡くなった。
「NHKフランス語講座」、「フランス散策」や日本経済新聞の「名詩の風韻」などに連載を持っていた。「朝日カルチャーセンター」でもヨーロッパの文化・芸術について長年講座を持っていた。

## 著書
- 『戦後文学論』 審美社、1966年
- 『遡行と予見』 審美社、1970年
- 『石と光の思想――ヨーロッパで考えたこと』 勁草書房、1971年 / 平凡社ライブラリー、1998年
- 『神なき詩の神学――抒情のイメージと実存』 青土社、1972年
- 『反歴史主義の文学――時間より空間へ』 河出書房新社、1972年
- 『絶対への渇望――外国文学・思想論集』 勁草書房、1972年
- 『近代の孤独』 集英社、1973年
- 『表現者の夢』 冬樹社、1973年
- 『シエナ幻想』 皆美社、1974年
- 『太宰治論』 講談社、1976年 / 小沢書店、1997年
- 『近代の解体――知識人の文学』 河出書房新社、1976年
- 『想像力の風景――現代の小説と詩』 泰流社、1976年
- 『昭和文学私論』 小沢書店、1976年、新版1984年
- 『中世を歩く――京都の古寺』 淡交社、1978年、新版2006年 / 小沢書店、1994年
- 『ギリシアの秋』 小沢書店、1979年、新版1992年
- 『批評と表現――近代日本文学の「私」』 文藝春秋、1979年
- 『自然・制度・想像力』 小沢書店、1980年、新版1994年
- 『知と感性の対話』 西斗社、1980年。対談集
- 『フォントネーの泉――随想集』 彌生書房、1981年
- 『聖なる夏――ロマネスク教会紀行』 小沢書店、1982年、新版1992年
- 『夢想の解読――近代詩人論』 美術公論社、1983年
- 『文学の現在――現代作家論』 美術公論社、1983年
- 『中世の光――ロマネスクの建築と精神』 青土社、1984年
- 『西欧と愛』 小沢書店、1984年、新版1992年
- 『恩寵の音楽』 音楽之友社「音楽選書」、1984年
- 『喚起する織物――私小説と日本の心性』 小沢書店、1985年
- 『経験と超越――日本「近代」の思考』 小沢書店、1985年、新版1994年
- 『小林秀雄とその時代』 文藝春秋、1986年 / 小沢書店、1997年
- 『幻想の伝統―世紀末と象徴主義』 筑摩書房、1988年
- 『日本近代の世紀末』 文藝春秋、1990年
- 『芸術の祝祭――モネからプルーストへ』 小沢書店、1991年
- 『ヨーロッパとは何か――文化の重層的空間』 小沢書店、1991年
- 『幻想の都市――ヨーロッパ文化の象徴的空間』 新潮社、1992年 / 講談社学術文庫、1998年
- 『文学としての俳句』 小沢書店、1993年
- 『西行』 小沢書店、1993年
- 『わたしの歳時記』 小沢書店、1995年
- 『ヨーロッパ古寺巡礼』 新潮社、1995年
- 『イマジネールの考古学――文学の深みへ』 小沢書店、1996年
- 『知の歴史学』 新潮社、1997年
- 『文学の四季』 新潮社、1999年
- 『日本の隠遁者たち』 ちくま新書、2000年
- 『芭蕉』 集英社新書、2001年
- 『フランス芸術紀行』 NHK出版、2004年
- 『故郷の廃家』 新潮社、2005年

### 図版
- 『ヨーロッパ中世の旅』 グラフィック社、1989年、写真も
- 『フランス四季暦――春から夏へ』 東京書籍、1990年、写真も
- 『フランス四季暦――秋から夏へ』 東京書籍、1990年、写真も
- 『ヨーロッパの四季――1・2』 東京書籍、1992年、写真も
- 『フランス・ロマネスク』 山川出版社「世界歴史の旅」 1999年、写真も
- 『花――Fleur』 小沢書店 1997年、アルバム・ミラージュ
- 『窓――Fenetre』 小沢書店、1997年、アルバム・ミラージュ
- 『空――ciel』 小沢書店、1997年、アルバム・ミュージアム
- 『水――eau』 小沢書店、1997年、アルバム・ミラージュ
- 『花――四季の詩想』 幻戯書房、2007年、新版2011年、写真も

### 共著・編著
- 『新編日本文学史』 第一学習社、初版1969年、改訂版1989年、真下三郎共監修
- 『島尾敏雄研究』冬樹社、1976年
- 『鑑賞日本現代文学21 太宰治』角川書店、1981年
- 『フランス六章――フランス文化の伝統と革新』 有斐閣選書、1980年
- 『ユダヤ的「知」と現代』 東京書籍、1993年
- 『ヴェネツィア――栄光の都市国家』 東京書籍、1993年、山口昌男・陣内秀信共著
- 『パリ――歴史の風景』 山川出版社、1997年
- 『フランスの中心――ブルゴーニュ歴史と文化』 小沢書店、1998年
- 『私のモーツァルト』 共同通信社・選書、1989年。随想（46名）
- 『西行と兼好――乱世を生きる知恵』 ウェッジ選書、2001年。随想（9名）
- 『ウィーン――多民族文化のフーガ』 大修館書店、2010年

随想。伊藤哲夫・加藤雅彦・小宮正安・西原稔・檜山哲彦・平田達治共著

### 翻訳
- ガストン・バシュラール『大地と休息の夢想』 思潮社、1970年
- 編訳『フランス四季と愛の詩』 東京書籍、1995年